# End of the Line
End of the Line är den sista låten på Traveling Wilburys debutalbum Traveling Wilburys Vol. 1. Låten släpptes även som singel 1989. Låten sjungs av alla medlemmar (utom Bob Dylan som var på turné när låten spelades in); George Harrison, Jeff Lynne och Roy Orbison turas om att sjunga refrängerna, medan Tom Petty sjunger verserna.
Musikvideon för "End of the Line" filmades efter Roy Orbisons död i december 1988. För att hedra Orbison filmades en scen där en gitarr sitter i en gungstol bredvid ett foto av Orbison när hans sång hörs.

## Låtlista

### 7" singel, kassettsingel
| Nr | Titel                        | Längd |
| -- | ---------------------------- | ----- |
| 1. | End of the Line (LP version) | 3:30  |
| 2. | Congratulations (LP version) | 3:30  |

### 12" singel, CD singel
| Nr | Titel                              | Längd |
| -- | ---------------------------------- | ----- |
| 1. | End of the Line (Extended version) | 5:34  |
| 2. | Congratulations (LP version)       | 3:29  |

## Medverkande
- George Harrison – sång (1:a, 4:e och 7:e refrängen), slidegitarr, körsång
- Roy Orbison – sång (3:e refrängen), elgitarr
- Jeff Lynne – sång (2:a, 5:e och 6:e refrängen), elgitarr
- Bob Dylan –  akustisk gitarr, körsång
- Tom Petty –  sång (verser), bas
- Jim Keltner – trummor, körsång (i musikvideon)